# Грабоус Володимир Опанасович
Володи́мир Опана́сович Грабоу́с (*15 жовтня 1935, с. Мощаниця, Острозького району на Рівненщині — †30 вересня 2004, Рівне) — український поет, байкар, сатирик.

## Біографія
У 1959 р.закінчив Львівський сільськогосподарський інститут (економічний факультет). За професією — вчений агроном-економіст. Навчався в аспірантурі. Постійно працював у сільськогосподарському виробництві – головним агрономом, головою колективних аграрних об'єднань у СРСР (колгоспів) у на Рівненщині (1959–1973), провідним спеціалістом Рівненського сільгоспуправління (1973-1998). Нагороджений орденом «Знак Пошани» та медалями.
Член Національної спілки письменників України з 1993 р.. Твори перекладалися російською та білоруською мовами.
Перший вірш Володимира Грабоуса побачив світ у 1956 році. Поезія під назвою «Ліричне» з’явилася на шпальтах Острозької районної газети. Починаючи з 60-х рр. ХХ ст. В. Грабоус – активний учасник літературного життя області. Постійно друкує байки та інші сатирично-гумористичні твори на сторінках обласних видань, журналів «Ранок», «Перець», «Жовтень», видається у колективних збірниках. Друкувався в альманасі «Літературна Рівненщина». 
Перша байка Володимира Грабоуса «Бухгалтер і бджоли» була опублікована у журналі «Перець» у 1969 р.

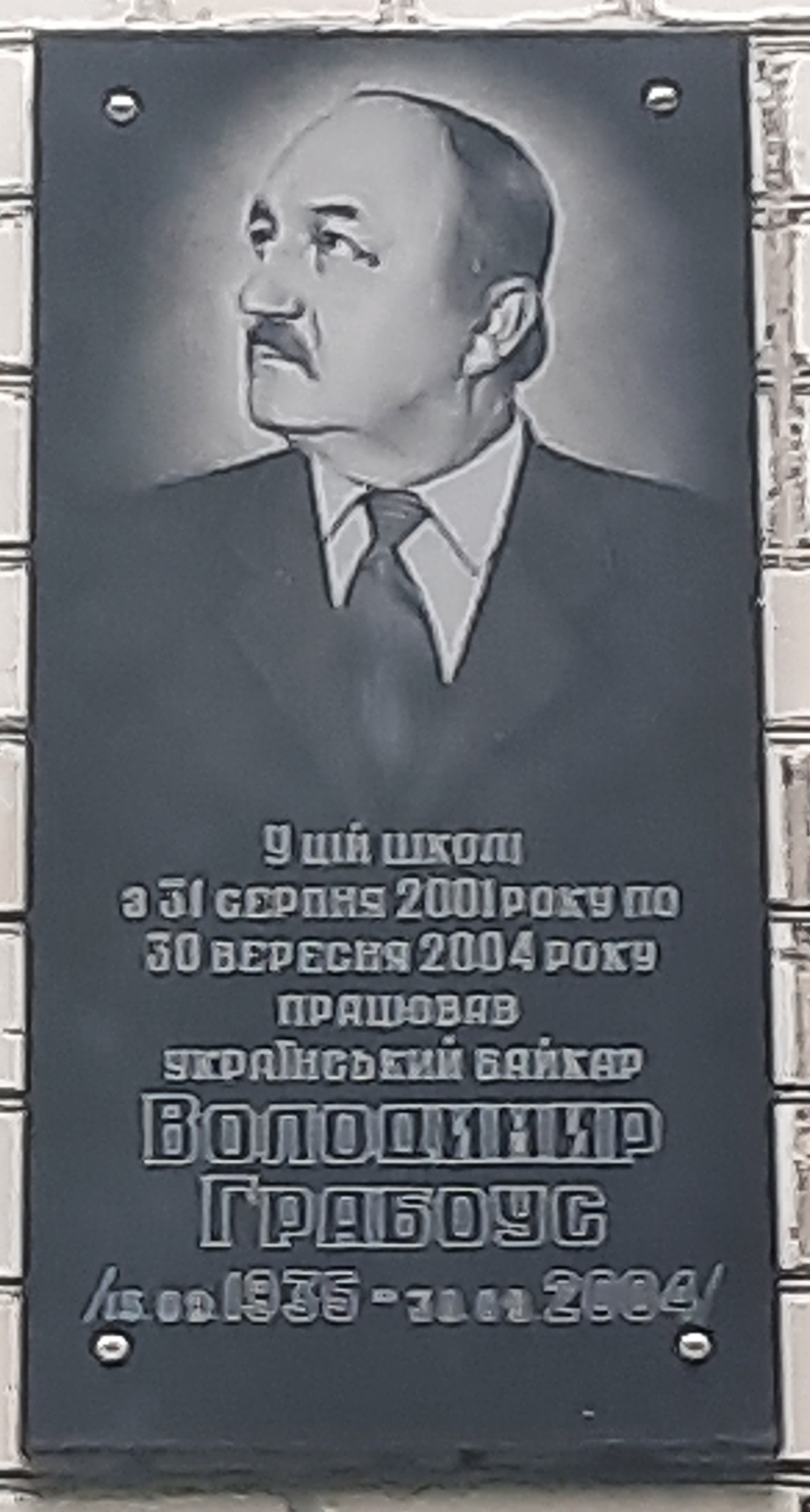
Меморіальна дошка Володимиру Грабоусу
на фасаді ЗОШ № 28 (м. Рівне)

В своїх творах В. Грабоус гостро висміював негативні явища, які стали на заваді оновленню суспільства, викривав користолюбство і паразитизм.
Вийшовши на пенсію, керував літературним гуртком у Рівненській загальноосвітній школі № 28, видавав шкільний альманах. 
Помер у 2004 р.

## Твори
збірки сатири та гумору:
- «Авторитетний Дзвін» (1987)
- «Грім з ясного неба» (1989)
- «Осел на посаді» (1991)
- «Заслужений цапок» (1991)
- «Гадюка та Журавель» (1992)
- «На чисту воду» (1993)
- «Байки» (1993)
- «Вельможний Крук» (1995)
- «Галасливі папуги» (2001)
- «Вибране» (2004)

## Вшанування пам’яті
- 2007 р. – на фасаді рівненської ЗОШ № 28 за ініціативою директора школи Володимиру Грабоусу була відкрита меморіальна дошка[7]